# Spezia Calcio
Spezia Calcio este un club de fotbal din La Spezia, Italia, care evoluează în Serie B.

## Lotul actual
La 10 august 2022.
| Nr. |               | Poziție | Jucător        |
| --- | ------------- | ------- | -------------- |
| 1   | Țările de Jos | P       | Jeroen Zoet    |
| 2   | Suedia        | F       | Emil Holm      |
| 5   | Italia        | F       | Luca Vignali   |
| 6   | Maroc         | M       | Mehdi Bourabia |
| 7   | Italia        | M       | Jacopo Sala    |
| 8   | Suedia        | M       | Albin Ekdal    |
| 9   | Slovacia      | A       | Samuel Mráz    |
| 10  | Italia        | A       | Daniele Verde  |
| 11  | Ghana         | A       | Emmanuel Gyasi |
| 13  | Polonia       | F       | Arkadiusz Reca |
| 14  | Polonia       | F       | Jakub Kiwior   |
| 15  | Bulgaria      | F       | Petko Hristov  |
| 17  | Israel        | M       | Suf Podgoreanu |
| 18  | Angola        | A       | M'Bala Nzola   |
| 19  | Danemarca     | M       | Emil Kornvig   |
| 20  | Italia        | F       | Simone Bastoni |
| 21  | Spania        | F       | Salva Ferrer   |
| 22  | Franța        | A       | Janis Antiste  |

| Nr. |                       | Poziție | Jucător                                      |
| --- | --------------------- | ------- | -------------------------------------------- |
| 23  | Italia                | F       | Elio Capradossi                              |
| 24  | Ucraina               | M       | Viktor Kovalenko (împrumutat de la Atalanta) |
| 25  | Italia                | M       | Giulio Maggiore (căpitan)                    |
| 27  | Franța                | F       | Kelvin Amian                                 |
| 28  | Islanda               | M       | Mikael Egill Ellertsson                      |
| 29  | Italia                | F       | Mattia Caldara (împrumutat de la Milan)      |
| 30  | Italia                | M       | Daniel Maldini (împrumutat de la Milan)      |
| 31  | Suedia                | M       | Aimar Sher                                   |
| 33  | Columbia              | M       | Kevin Agudelo                                |
| 39  | Franța                | M       | Aurélien Nguiamba                            |
| 40  | Bosnia și Herțegovina | P       | Petar Zovko                                  |
| 43  | Grecia                | F       | Dimitrios Nikolaou                           |
| 44  | Slovacia              | A       | David Strelec                                |
| 69  | Polonia               | P       | Bartłomiej Drągowski                         |
| 77  | Italia                | F       | Nicolò Bertola                               |
| 99  | Muntenegru            | A       | Ognjen Stijepović                            |
|     | Italia                | F       | Laurens Serpe                                |